# Pascal Yoadimnadji
Pascal Yoadimnadji (asi 1950, Béboto – 23. února 2007, Paříž), byl čadský politik a státník, premiér země v letech 2005–2007.
Yoadimnadji se narodil na jihu Čadu v městečku Béboto v provincii Logone-Oriental. Patřil k etnické skupině Gorů, která patří k politicky málo významným kmenům. Střední technické lyceum vystudoval v N'Djameně, studium završil v Paříži na Sorbonně. Původním povoláním byl soudce. S manželkou neměli žádné děti.
V letech 1995–1997 byl ve vedení národní volební komise, která připravovala a realizovala prezidentské volby roku 1996. Roku 1997 se stal ministrem hornictví, energetiky a ropného průmyslu, roku 1998 ministrem turistického ruchu, roku 1999 ministrem vodního hospodářství. V letech 1999–2004 byl předsedou Ústavodárného shromáždění a v červenci 2004 se stal ministrem zemědělství.
3. února 2005 ho prezident Idriss Déby jmenoval po rezignaci Moussy Fakiho novým ministerským předsedou Čadu. Během jeho úřadu byly provedeny úspěšné reformy naftového průmyslu.
21. února 2007 byl Pascal Yoadimnadji stižen srdečním záchvatem a upadl do bezvědomí. Ihned byl převezen do Francie na specializované pracoviště. 23. února 2007 brzy po půlnoci však na krvácení do mozku v pařížské vojenské nemocnici Vel de Grace skonal. Prezident Déby vyhlásil na uctění památky P. Yoadimnadjiho státní smutek. Státní pohřeb se konal 26. února v N'Djameně, po něm bylo tělo předáno rodině k pohřbení v rodném Bébotu.